# Edouard de Laveleye

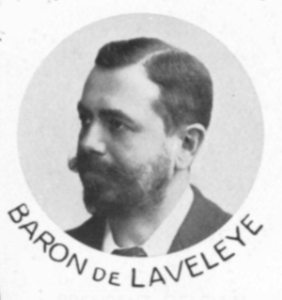

Il barone Édouard-Émile-Albert de Laveleye (Gand, 22 ottobre 1854 – Bruxelles, 23 novembre 1938) è stato un ingegnere, imprenditore e scrittore belga oltre che dirigente sportivo.

## Biografia
Era figlio di Émile de Laveleye (1822-1892) l'economista belga.
Realizzò diversi viaggi in America Latina per una serie di investimenti nel settore minerario. Suo nipote fu Victor de Laveleye, il portavoce del Governo in esilio del Belgio a Londra durante la seconda guerra mondiale.

## Sport
Fu il primo presidente della Federazione calcistica del Belgio (1895–1924) e presidente del Comitato Olimpico e Interfederale Belga. Per i suoi grandi meriti fu nominato primo membro onorario della FIFA. Questo onore gli fu dato dopo che convinse i rappresentanti della Football Association, l'associazione che comprendeva i membri britannici delle Home Nations, ad aderire alla FIFA piuttosto che a rimanere indipendenti. Il 14 aprile 1905 l'associazione di calcio britannica riconobbe l'autorità della FIFA. Ciò consentì alla FIFA di organizzare la prima competizione internazionale. Nel sottoscrivere l'associazione alla FIFA francese, ognuna delle nazioni di origine mantenne le quattro nazioni, in cui era suddiviso il Regno Unito, come membri di pari dignità, un patrimonio mantenuto ancora oggi.
Il 18 febbraio 1906, nell'Hotel Ravenstein di Bruxelles, Laveleye costituì il Comitato Olimpico e Interfederale Belga e venne eletto primo presidente. In questo ruolo propose la candidatura del Belgio, il 27 marzo 1912, per ospitare le Olimpiadi del 1920. I giochi vennero assegnati al Belgio e si svolsero con successo nella città di Anversa, influenzati dagli effetti della prima guerra mondiale sulla nazione. Questi sono stati gli unici giochi olimpici che si sono svolti in Belgio.

## Opere
- Excursion aux nouvelles découvertes minières du Colorado 1878
- Chicago et la traversée du continent - Notes d'un voyage aux États-Unis 1880